# Теодор Більрот
Теодор Більрот (нім. Theodor Billroth; 26 серпня 1829 — 6 лютого 1894) — австрійський хірург. У 1853—1860 роках працював хірургом в клініці «Шаріте»; з 1855 року — асистентом знаменитого хірурга Бернгарда фон Лангенбека, з 1867 року до кінця життя працював у Відні. Запропонував багато хірургічних операцій: резекцію стравоходу, шлунка, гортані, передміхурової залози тощо, склав багатотомний посібник з хірургії.
Ввів у хірургіюінструмент — затискач Більрота (див. хірургічний інструментарій).
Його зображення є на поштових марках Австрії. Відомий композитор Йоганнес Брамс присвятив струнний секстет Більроту, у якому той зіграв партію другого альта у присутності автора. Також композитор написав для лікаря 1-й та 2-й струнні квартети.